# Vierdeukenhoed

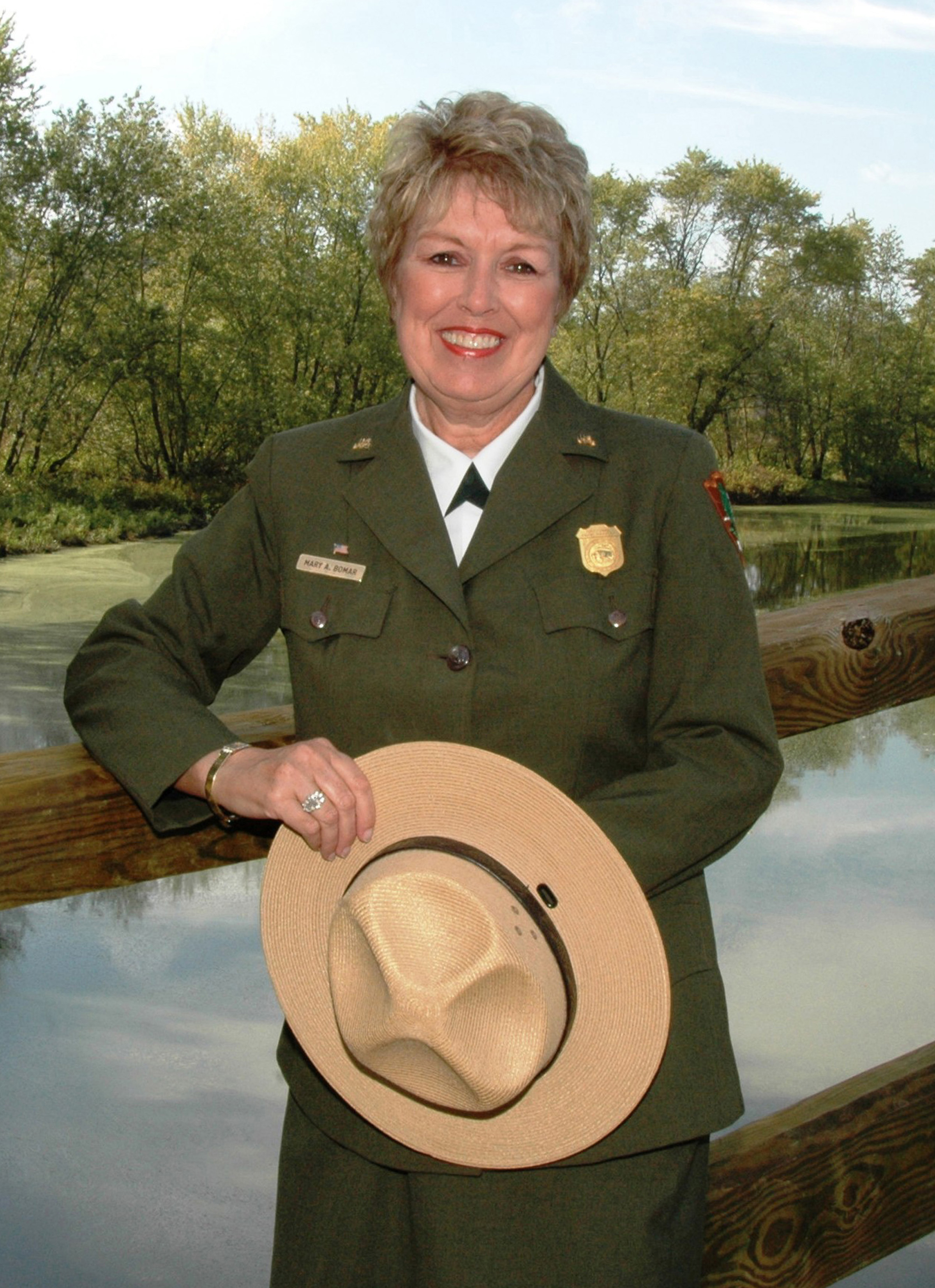
Mary A. Bomar, 16de directeur-generaal van de National Park Service met een vierdeukenhoed in haar hand

Een vierdeukenhoed (Engels: campaign hat) is een breedgerande, vilten hoed met een rand en een hoge punt in het midden, met vier deuken. 
In de Eerste Wereldoorlog werd de hoed gedragen door Amerikaanse grondtroepen. De hoed was redelijk zacht en de rand werd vaak naar eigen smaak gevouwen of gebogen. In de jaren dertig werd de hoed verhard en kreeg het een permanente rand. Rond deze tijd werd de hoed Montana Peak genoemd, verwijzend naar het puntige midden.
In Canada hoort de vierdeukenhoed bij het officiële uniform van de Royal Canadian Mounted Police. Verder wordt de hoed tegenwoordig gedragen door onder andere Amerikaanse drill-instructeurs, en scouts.
Bij scouting werd deze hoed meestal gedragen door de leiding, of soms ook wel door de jeugdleden. Vroeger had elke verkenner een hoed. Na het ontstaan van Scouting Nederland in 1973 werd de hoed grotendeels vervangen door een baret. Net boven de rand ligt een klein lederen bandje die een aantal malen rond zichzelf wordt gedraaid. Aan het aantal malen dat het bandje zo rond zichzelf gedraaid zit, kan men zien hoeveel jaar deze persoon al leiding geeft of op scouting zit. Vroeger hadden verkenners een smalle band en de leiding een brede band.